# Rajecká Lesná
Rajecká Lesná (bis 1948 „Frývald-Trstená“ – bis 1927 „Trstená-Frývald“, deutsch Friewald, ungarisch Frivaldnádas – bis 1907 Trsztyennafrivald) ist eine Gemeinde in der Nordwestslowakei mit 1192 Einwohnern (Stand 31. Dezember 2024), die zum Okres Žilina im Žilinský kraj gehört. 

## Geographie

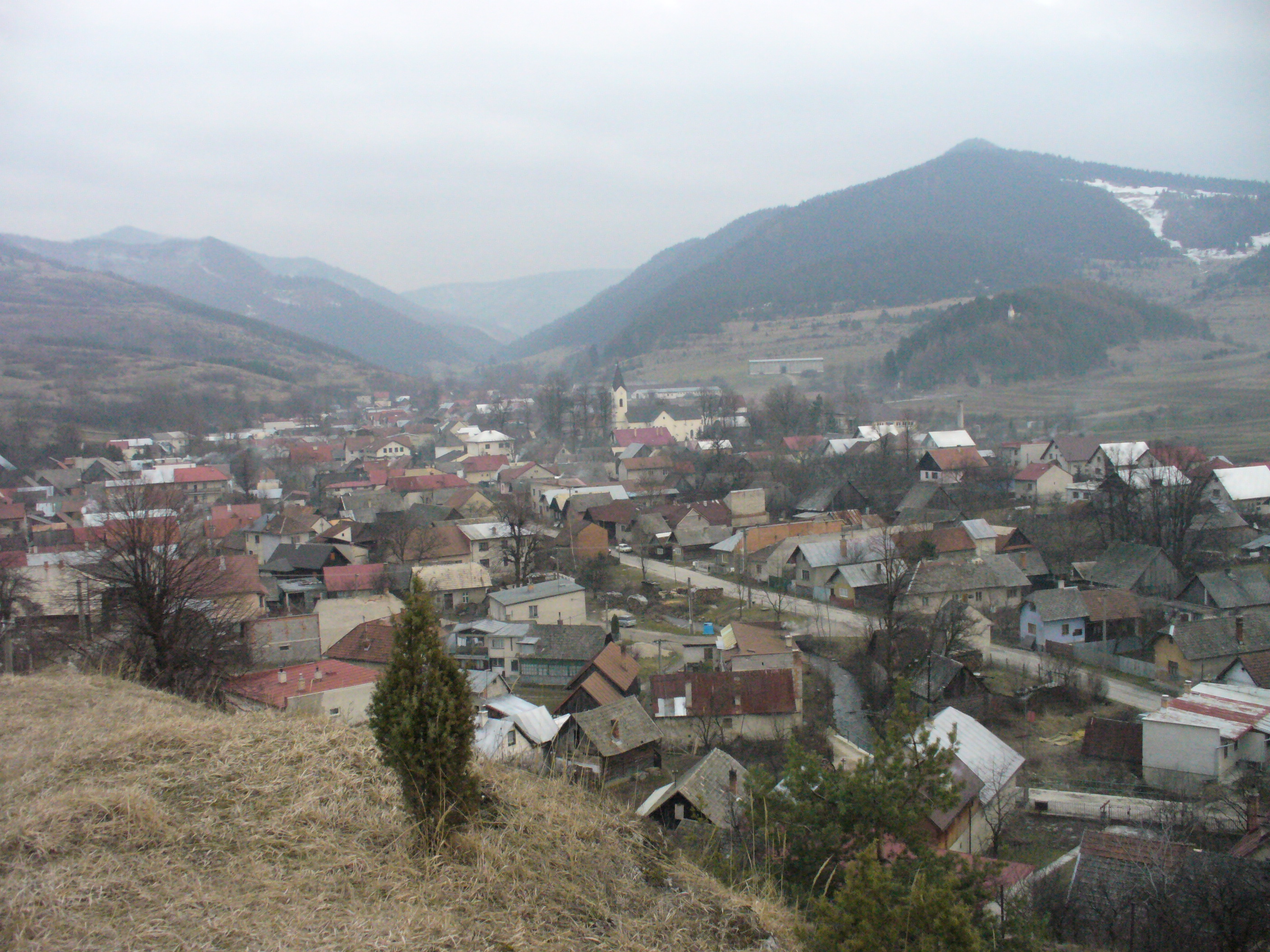
Blick auf den Ort

Die Gemeinde befindet sich im südwestlichen Teil der Žilinská kotlina (Silleiner Kessel) nahe dem Fluss Rajčianka, am Fuße der Kleinen Fatra. Durch den Hauptort fließt die Lesnianka und mündet dann in die Rajčianka. Das Ortszentrum liegt auf einer Höhe von 508 m n.m. und ist etwa fünf Kilometer südlich von Rajec und 25 Kilometer von Žilina entfernt.
Die Gemeinde entstand durch die Vereinigung der Orte Frývald und Trstená, welches weiter westlich jenseits der Rajčianka liegt.
Nachbargemeinden sind Rajec und Šuja im Norden, Ďurčiná im Nordosten, erneut Rajec im Nordosten und Osten, Kláštor pod Znievom (Ortsteile Lazany und Kláštor pod Znievom) und Vrícko im Südosten, Fačkov im Süden und Malé Lednice im Westen.

## Geschichte

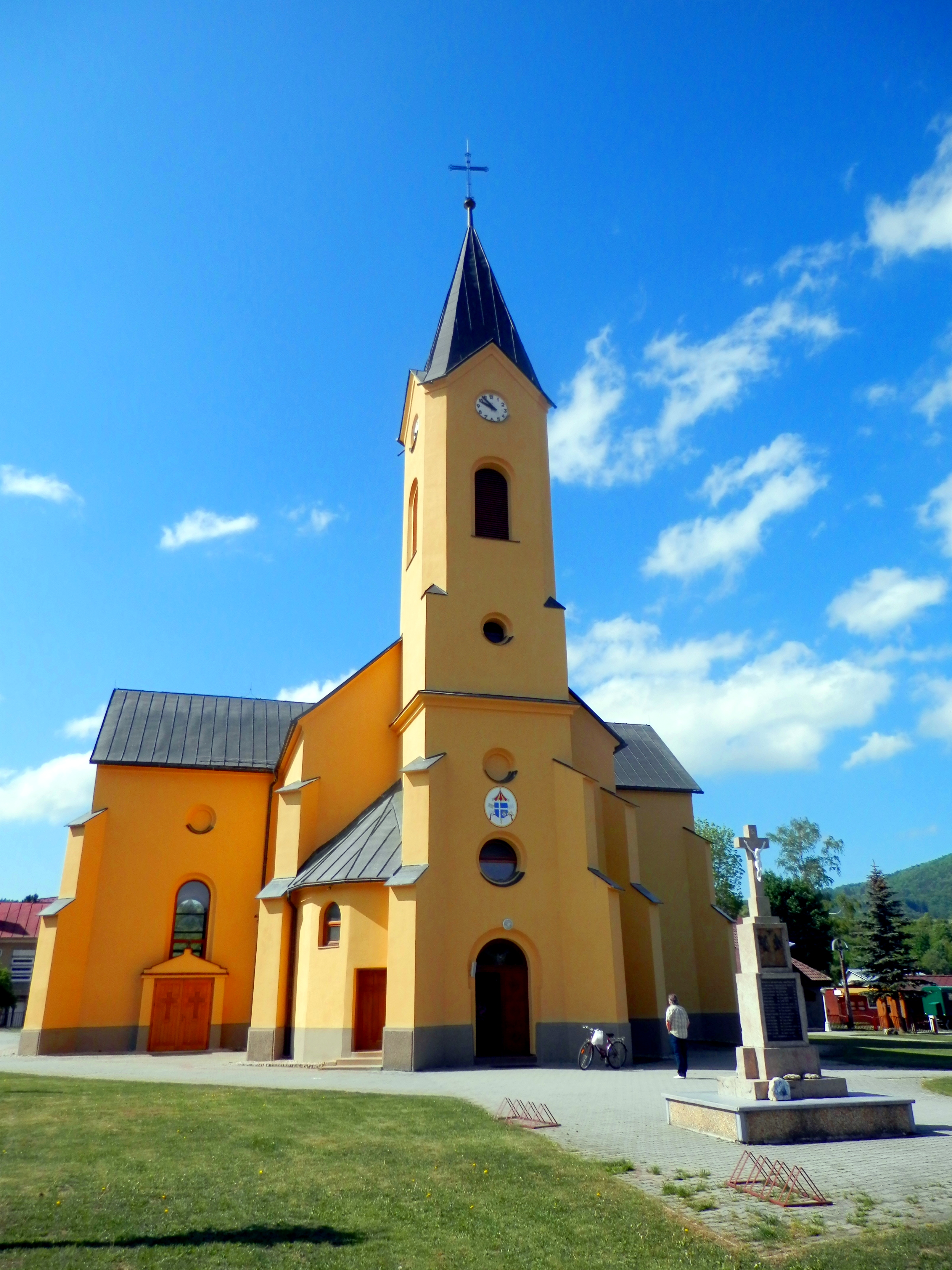
Basilika Mariä Geburt

Frývald wurde 1413 erstmals als Friwald erwähnt. 1828 zählte man 116 Häuser und 1264 Einwohner, die u. a. als Hirten und Imker beschäftigt waren.
Bis 1918 gehörte der im Komitat Trentschin liegende Ort zum Königreich Ungarn und kam danach zur Tschechoslowakei beziehungsweise heute Slowakei.

## Bevölkerung
| Jahr                | 1994 | 2004    | 2014    | 2024    |
| ------------------- | ---- | ------- | ------- | ------- |
| Anzahl der Personen | 1280 | 1300    | 1219    | 1192    |
| Unterschied         |      | +1,56 % | −6,23 % | −2,21 % |

| Jahr                | 2023 | 2024    |
| ------------------- | ---- | ------- |
| Anzahl der Personen | 1212 | 1192    |
| Unterschied         |      | −1,65 % |

Nach der Volkszählung 2011 wohnten in Rajecká Lesná 1214 Einwohner, davon 1180 Slowaken, drei Tschechen sowie jeweils ein Mährer und Pole. 29 Einwohner machten keine Angabe zur Ethnie.
1153 Einwohner bekannten sich zur römisch-katholischen Kirche, fünf Einwohner zur Evangelischen Kirche A. B. sowie jeweils ein Einwohner zu den Baptisten und zur griechisch-katholischen Kirche. Neun Einwohner waren konfessionslos und bei 45 Einwohnern wurde die Konfession nicht ermittelt.

## Sehenswürdigkeiten

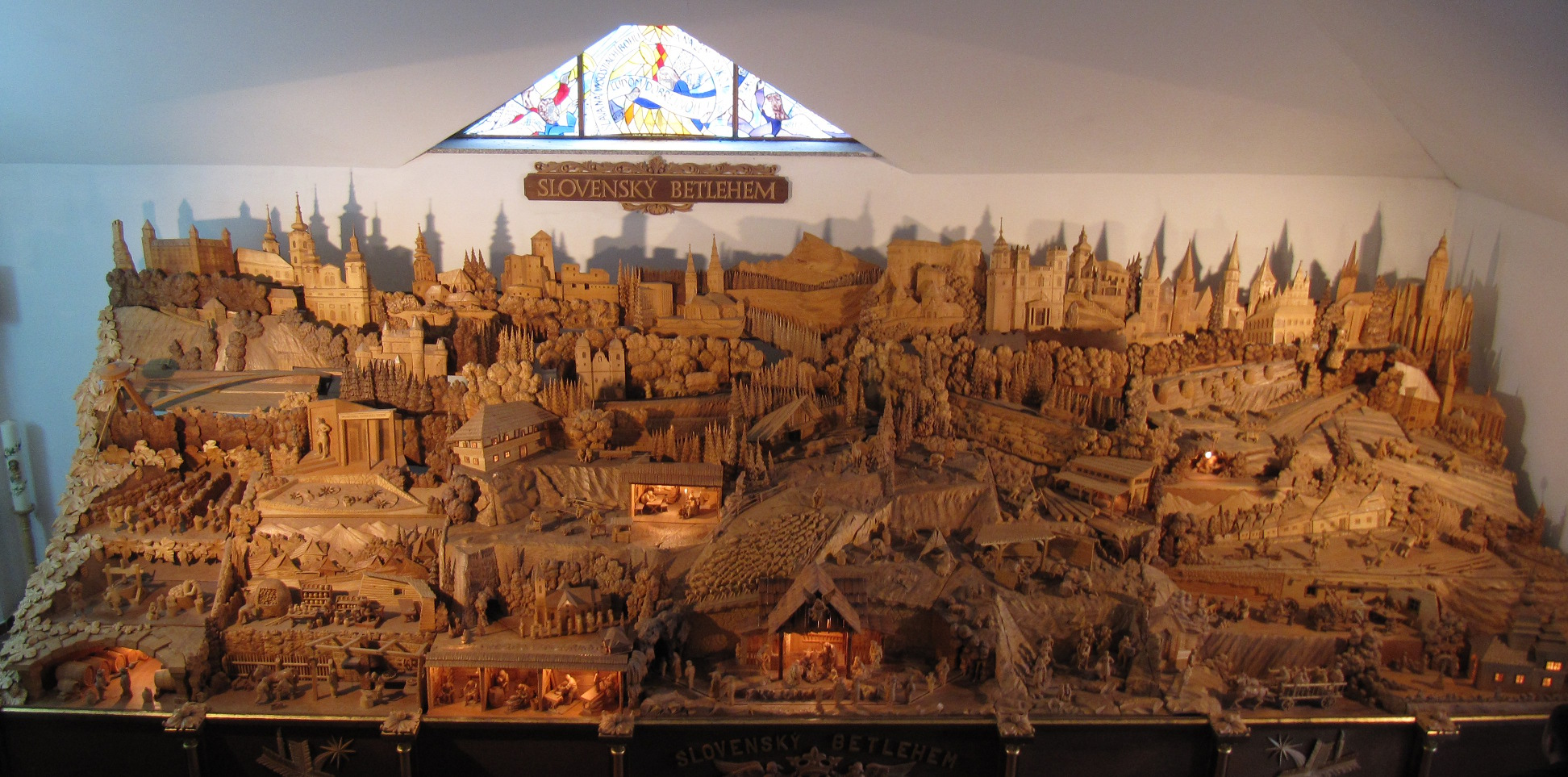
Slowakisches Bethlehem

Rajecká Lesná ist ein Wallfahrtsort mit der Basilika Mariä Geburt, weiter befindet sich hier eine Apsis im romanisch-gotischen Stil aus dem letzten Viertel des 13. Jahrhunderts sowie ein Kalvarienberg. Ein Anziehungspunkt ist das sogenannte „Slowakische Bethlehem“ (Weihnachtskrippe) aus dem Jahr 1995, das die Weihnachtsgeschichte mit Auszügen aus der slowakischen Geschichte kombiniert.
Hier befindet sich auch das Weihnachtspostamt für die Slowakei (PLZ 99 999).

## Wirtschaft
In Rajecká Lesná steht ein Betrieb der Gesellschaft Kofola a.s. (Teil der Gruppe Kofola ČeskoSlovensko), der u. a. das slowakisch-tschechische Kultgetränk Kofola herstellt.

## Verkehr
Nahe Rajecká Lesná verläuft die Cesta I. triedy 64 („Straße 1. Ordnung“) von Prievidza nach Žilina, mit der abzweigenden Cesta III. triedy 2111 („Straße 3. Ordnung“), die in das bebaute Ortsgebiet führt. Der nächste Bahnanschluss ist in Rajec an der Bahnstrecke Žilina–Rajec.